# Kantharlahalli, Gudibanda
Kantharlahalli là một làng thuộc tehsil Gudibanda, huyện Kolar, bang Karnataka, Ấn Độ.